# Currituck Island
Currituck Island är en ö i Antarktis. Den ligger i havet utanför Östantarktis. Australien gör anspråk på området. Currituck Island ligger i sjön Vetvistoe.